# Daniel Škarka
Daniel Škarka (ur. 13 maja 2006 w Vsetín) – czeski skoczek narciarski, reprezentant klubu TJ Dukla Frenštát. Uczestnik mistrzostw świata juniorów (2022–2024), zimowego olimpijskiego festiwalu młodzieży Europy (2023), igrzysk europejskich (2023) oraz igrzysk olimpijskich młodzieży (2024). Medalista mistrzostw kraju.

## Przebieg kariery
We wrześniu 2019 zadebiutował w Alpen Cupie, zajmując 72. i 73. miejsce w Velenje. W marcu 2022 wystartował na mistrzostwach świata juniorów w Zakopanem, na których indywidualnie został zdyskwalifikowany za nieprzepisowy kombinezon, a w rywalizacji drużynowej męźczyzn zajął 7. lokatę. 
W sierpniu 2022 po raz pierwszy wystartował w FIS Cupie, plasując się na 32. i 24. pozycji zawodów we Frenštácie. W styczniu 2023 wziął udział w Zimowym Olimpijskim Festiwalu Młodzieży Europy 2023, na którym zajął 9. lokatę indywidualnie oraz 5. miejsce w konkursie drużynowym mężczyzn. Miesiąc później na Mistrzostwach Świata Juniorów 2023 w Whistler zajął 33. miejsce indywidualnie oraz 8. pozycję w rywalizacji drużyn mieszanych.
Na przełomie czerwca i lipca 2023 wystartował na igrzyskach europejskich w Zakopanem – indywidualnie na skoczni normalnej został zdyskwalifikowany za nieprzepisowy kombinezon, a na skoczni dużej zajął 53. miejsce. Wystąpił na Zimowych Igrzyskach Olimpijskich Młodzieży 2024, na których zajął 13. lokatę indywidualnie oraz 8. w mikście. W lutym 2024 w swoim trzecim starcie na mistrzostwach świata juniorów zajął 32. miejsce indywidualnie, 12. w drużynie męskiej oraz 7. lokatę w rywalizacji drużyn mieszanych. W tym samym miesiącu w Brotterode zadebiutował w Pucharze Kontynentalnym, plasując się dwukrotnie na 35. pozycji.
Jest medalistą mistrzostw Czech – w 2024 zdobył brązowy medal w rywalizacji indywidualnej.

## Mistrzostwa świata

### Indywidualnie
| 2025 Trondheim | – | nie zakwalifikował się (K-94), nie zakwalifikował się (K-124) |

### Drużynowo
| 2025 Trondheim | – | 13. miejsce (drużyna mieszana/K-124) |

### Starty D. Škarki na mistrzostwach świata – szczegółowo
| Miejsce | Dzień   | Rok  | Miejscowość | Skocznia | Punkt K | HS     | Konkurs      | Skok 1                  | Skok 2                  | Nota                    | Strata                  | Zwycięzca      |
| ------- | ------- | ---- | ----------- | -------- | ------- | ------ | ------------ | ----------------------- | ----------------------- | ----------------------- | ----------------------- | -------------- |
| NQ      | 2 marca | 2025 | Trondheim   | Granåsen | K-94    | HS-102 | indywid.     | Nie zakwalifikował się. | Nie zakwalifikował się. | Nie zakwalifikował się. | Nie zakwalifikował się. | Marius Lindvik |
| 13.     | 5 marca | 2025 | Trondheim   | Granåsen | K-124   | HS-138 | druż. miesz. | 101,0 m                 | –                       | 202,2 pkt (60,0 pkt)    | 818,2 pkt               | Słowenia       |
| NQ      | 8 marca | 2025 | Trondheim   | Granåsen | K-124   | HS-138 | indywid.     | Nie zakwalifikował się. | Nie zakwalifikował się. | Nie zakwalifikował się. | Nie zakwalifikował się. | Domen Prevc    |

## Mistrzostwa świata juniorów

### Indywidualnie
| 2022 Zakopane    | – | dyskwalifikacja |
| 2023 Whistler    | – | 33. miejsce     |
| 2024 Planica     | – | 32. miejsce     |
| 2025 Lake Placid | – | 34. miejsce     |

### Drużynowo
| 2022 Zakopane    | – | 7. miejsce                                 |
| 2023 Whistler    | – | 8. miejsce (drużyna mieszana)              |
| 2024 Planica     | – | 12. miejsce, 7. miejsce (drużyna mieszana) |
| 2025 Lake Placid | – | 10. miejsce                                |

### Starty D. Škarki na mistrzostwach świata juniorów – szczegółowo
| Miejsce | Dzień     | Rok  | Miejscowość | Skocznia              | Punkt K | HS     | Konkurs      | Skok 1 | Skok 2 | Nota                  | Strata    | Zwycięzca         |
| ------- | --------- | ---- | ----------- | --------------------- | ------- | ------ | ------------ | ------ | ------ | --------------------- | --------- | ----------------- |
| —       | 3 marca   | 2022 | Zakopane    | Średnia Krokiew       | K-95    | HS-105 | indywid.     | DSQ    | DSQ    | DSQ                   | DSQ       | Daniel Tschofenig |
| 7.      | 5 marca   | 2022 | Zakopane    | Średnia Krokiew       | K-95    | HS-105 | druż.        | 91,5 m | 90,5 m | 837,6 pkt (198,2 pkt) | 200,9 pkt | Austria           |
| 33.     | 2 lutego  | 2023 | Whistler    | Whistler Olympic Park | K-95    | HS-104 | indywid.     | 77,5 m | –      | 86,3 pkt              | 171,6 pkt | Vilho Palosaari   |
| 8.      | 5 lutego  | 2023 | Whistler    | Whistler Olympic Park | K-95    | HS-104 | druż. miesz. | 85,5 m | 91,0 m | 775,6 pkt (198,4 pkt) | 144,6 pkt | Słowenia          |
| 32.     | 8 lutego  | 2024 | Planica     | Srednja skakalnica    | K-95    | HS-102 | indywid.     | 83,5 m | –      | 102,9 pkt             | 163,8 pkt | Stephan Embacher  |
| 12.     | 10 lutego | 2024 | Planica     | Srednja skakalnica    | K-95    | HS-102 | druż.        | 87,5 m | –      | 340,8 pkt (97,0 pkt)  | 593,5 pkt | Austria           |
| 7.      | 11 lutego | 2024 | Planica     | Srednja skakalnica    | K-95    | HS-102 | druż. miesz. | 89,0 m | 88,5 m | 842,5 pkt (199,7 pkt) | 87,7 pkt  | Austria           |
| 34.     | 12 lutego | 2025 | Lake Placid | MacKenzie Intervale   | K-90    | HS-100 | indywid.     | 81,0 m | –      | 90,1 pkt              | 168,0 pkt | Stephan Embacher  |
| 10.     | 14 lutego | 2025 | Lake Placid | MacKenzie Intervale   | K-90    | HS-100 | druż.        | 87,5 m | –      | 338,1 pkt (98,1 pkt)  | 594,4 pkt | Austria           |

## Igrzyska olimpijskie młodzieży

### Indywidualnie
| 2024 Gangwon/Pjongczang | – | 13. miejsce |

### Drużynowo
| 2024 Gangwon/Pjongczang | – | 8. miejsce (drużyna mieszana) |

### Starty D. Škarki na igrzyskach olimpijskich młodzieży – szczegółowo
| Miejsce | Dzień       | Rok  | Miejscowość | Skocznia              | Punkt K | HS     | Konkurs      | Skok 1 | Skok 2 | Nota                  | Strata    | Zwycięzca       |
| ------- | ----------- | ---- | ----------- | --------------------- | ------- | ------ | ------------ | ------ | ------ | --------------------- | --------- | --------------- |
| 13.     | 20 stycznia | 2024 | Pjongczang  | Alpensia Jumping Park | K-98    | HS-109 | indywid.     | 90,0 m | 96,0 m | 178,3 pkt             | 35,7 pkt  | Ilja Miziernych |
| 8.      | 21 stycznia | 2024 | Pjongczang  | Alpensia Jumping Park | K-98    | HS-109 | druż. miesz. | 90,0 m | 95,0 m | 629,8 pkt (186,8 pkt) | 263,9 pkt | Słowenia        |

## Igrzyska europejskie

### Indywidualnie
| 2023 Kraków/Zakopane | – | dyskwalifikacja (K-95), 53. miejsce (K-125) |

### Starty D. Škarki na igrzyskach europejskich – szczegółowo
| Miejsce | Dzień      | Rok  | Miejscowość | Skocznia        | Punkt K | HS     | Konkurs  | Skok 1 | Skok 2 | Nota     | Strata    | Zwycięzca         |
| ------- | ---------- | ---- | ----------- | --------------- | ------- | ------ | -------- | ------ | ------ | -------- | --------- | ----------------- |
| —       | 29 czerwca | 2023 | Zakopane    | Średnia Krokiew | K-95    | HS-105 | indywid. | DSQ    | DSQ    | DSQ      | DSQ       | Daniel Tschofenig |
| 53.     | 1 lipca    | 2023 | Zakopane    | Wielka Krokiew  | K-125   | HS-140 | indywid. | 99,5 m | –      | 60,3 pkt | 218,8 pkt | Dawid Kubacki     |

## Zimowy olimpijski festiwal młodzieży Europy

### Indywidualnie
| 2023 Friuli-Wenecja Julijska/ Planica | – | 9. miejsce |

### Drużynowo
| 2023 Friuli-Wenecja Julijska/ Planica | – | 5. miejsce |

### Starty D. Škarki na zimowym olimpijskim festiwalu młodzieży Europy – szczegółowo
| Miejsce | Dzień       | Rok  | Miejscowość | Skocznia           | Punkt K | HS     | Konkurs  | Skok 1 | Skok 2 | Nota                  | Strata    | Zwycięzca        |
| ------- | ----------- | ---- | ----------- | ------------------ | ------- | ------ | -------- | ------ | ------ | --------------------- | --------- | ---------------- |
| 9.      | 23 stycznia | 2023 | Planica     | Srednja skakalnica | K-95    | HS-102 | indywid. | 84,5 m | 95,5 m | 223,9 pkt             | 44,9 pkt  | Stephan Embacher |
| 5.      | 25 stycznia | 2023 | Planica     | Srednja skakalnica | K-95    | HS-102 | druż.    | 94,0 m | 94,5 m | 795,9 pkt (232,3 pkt) | 180,6 pkt | Austria          |

## Puchar Kontynentalny

### Miejsca w poszczególnych konkursachPucharu Kontynentalnego
stan po zakończeniu sezonu 2024/2025
| Sezon 2023/2024                                                               |                   |            |            |                 |                 |                              |                              |                 |                 |               |                   |                   |                 |                 |                     |                     |                     |                     |                     |                     |                |                |             |             |                |                |        |        |        |        |        |        |        |        |        |        |        |        |        |        |        |        |        |        |        |        |        |        |        |        |        |        |        |        |        |        |        |        |        |        |        |        |
| Lillehammer HS140                                                             | Lillehammer HS140 | Ruka HS142 | Ruka HS142 | Engelberg HS140 | Engelberg HS140 | Garmisch-Partenkirchen HS142 | Garmisch-Partenkirchen HS142 | Innsbruck HS128 | Innsbruck HS128 | Sapporo HS137 | Sapporo HS137     | Sapporo HS137     | Willingen HS147 | Willingen HS147 | Lillehammer HS140   | Lillehammer HS140   | Brotterode HS117    | Brotterode HS117    | Iron Mountain HS133 | Iron Mountain HS133 | Planica HS138  | Planica HS138  | Lahti HS130 | Lahti HS130 | Zakopane HS140 | Zakopane HS140 | punkty | punkty | punkty | punkty | punkty | punkty | punkty | punkty | punkty | punkty | punkty | punkty | punkty | punkty | punkty | punkty | punkty | punkty | punkty |        |        |        |        |        |        |        |        |        |        |        |        |        |        |        |        |        |
| -                                                                             | -                 | -          | -          | -               | -               | -                            | -                            | -               | -               | -             | -                 | -                 | -               | -               | -                   | -                   | 35                  | 35                  | -                   | -                   | -              | -              | -           | -           | 45             | 48             | 0      | 0      | 0      | 0      | 0      | 0      | 0      | 0      | 0      | 0      | 0      | 0      | 0      | 0      | 0      | 0      | 0      | 0      | 0      |        |        |        |        |        |        |        |        |        |        |        |        |        |        |        |        |        |
| Sezon 2024/2025                                                               |                   |            |            |                 |                 |                              |                              |                 |                 |               |                   |                   |                 |                 |                     |                     |                     |                     |                     |                     |                |                |             |             |                |                |        |        |        |        |        |        |        |        |        |        |        |        |        |        |        |        |        |        |        |        |        |        |        |        |        |        |        |        |        |        |        |        |        |        |        |        |
| Zhangjiakou HS106                                                             | Zhangjiakou HS106 | Ruka HS142 | Ruka HS142 | Engelberg HS140 | Engelberg HS140 | Bischofshofen HS142          | Bischofshofen HS142          | Sapporo HS137   | Sapporo HS137   | Sapporo HS137 | Lillehammer HS140 | Lillehammer HS140 | Kranj HS109     | Kranj HS109     | Iron Mountain HS133 | Iron Mountain HS133 | Iron Mountain HS133 | Iron Mountain HS133 | Lahti HS130         | Lahti HS130         | Zakopane HS140 | Zakopane HS140 | punkty      | punkty      | punkty         | punkty         | punkty | punkty | punkty | punkty | punkty | punkty | punkty | punkty | punkty | punkty | punkty | punkty | punkty | punkty | punkty | punkty | punkty | punkty | punkty | punkty | punkty | punkty | punkty | punkty | punkty | punkty | punkty | punkty | punkty | punkty | punkty | punkty | punkty | punkty | punkty | punkty |
| -                                                                             | -                 | -          | -          | -               | -               | -                            | -                            | -               | -               | -             | -                 | -                 | -               | -               | -                   | -                   | -                   | -                   | -                   | -                   | 41             | 42             | 0           | 0           | 0              | 0              | 0      | 0      | 0      | 0      | 0      | 0      | 0      | 0      | 0      | 0      | 0      | 0      | 0      | 0      | 0      | 0      | 0      | 0      | 0      | 0      | 0      | 0      | 0      | 0      | 0      | 0      | 0      | 0      | 0      | 0      | 0      | 0      | 0      | 0      | 0      | 0      |
| Legenda                                                                       |                   |            |            |                 |                 |                              |                              |                 |                 |               |                   |                   |                 |                 |                     |                     |                     |                     |                     |                     |                |                |             |             |                |                |        |        |        |        |        |        |        |        |        |        |        |        |        |        |        |        |        |        |        |        |        |        |        |        |        |        |        |        |        |        |        |        |        |        |        |        |
| 1 2 3 4-10 11-30 poniżej 30 dq – dyskwalifikacja - – zawodnik nie wystartował |                   |            |            |                 |                 |                              |                              |                 |                 |               |                   |                   |                 |                 |                     |                     |                     |                     |                     |                     |                |                |             |             |                |                |        |        |        |        |        |        |        |        |        |        |        |        |        |        |        |        |        |        |        |        |        |        |        |        |        |        |        |        |        |        |        |        |        |        |        |        |

## FIS Cup

### Miejsca w klasyfikacji generalnej
| Sezon     | Miejsce |
| --------- | ------- |
| 2022/2023 | 119.    |
| 2023/2024 | 79.     |
| 2024/2025 | 113.    |

### Miejsca w poszczególnych konkursachFIS Cupu
stan po zakończeniu sezonu 2024/2025
| Źródło                                                                        | Źródło             | Źródło           | Źródło           | Źródło           | Źródło           | Źródło      | Źródło      | Źródło           | Źródło           | Źródło           | Źródło           | Źródło        | Źródło        | Źródło        | Źródło           | Źródło        | Źródło        | Źródło         | Źródło         | Źródło        | Źródło        | Źródło         | Źródło         | Źródło        | Źródło        | Źródło         | Źródło         | Źródło | Źródło | Źródło | Źródło | Źródło | Źródło | Źródło | Źródło | Źródło | Źródło | Źródło | Źródło |
| ----------------------------------------------------------------------------- | ------------------ | ---------------- | ---------------- | ---------------- | ---------------- | ----------- | ----------- | ---------------- | ---------------- | ---------------- | ---------------- | ------------- | ------------- | ------------- | ---------------- | ------------- | ------------- | -------------- | -------------- | ------------- | ------------- | -------------- | -------------- | ------------- | ------------- | -------------- | -------------- | ------ | ------ | ------ | ------ | ------ | ------ | ------ | ------ | ------ | ------ | ------ | ------ |
| Sezon 2022/2023                                                               |                    |                  |                  |                  |                  |             |             |                  |                  |                  |                  |               |               |               |                  |               |               |                |                |               |               |                |                |               |               |                |                |        |        |        |        |        |        |        |        |        |        |        |        |
| Frenštát HS106                                                                | Frenštát HS106     | Szczyrk HS104    | Szczyrk HS104    | Einsiedeln HS117 | Einsiedeln HS117 | Kranj HS109 | Kranj HS109 | Villach HS98     | Villach HS98     | Notodden HS98    | Notodden HS98    | Szczyrk HS104 | Szczyrk HS104 | Villach HS98  | Villach HS98     | Oberhof HS100 | Oberhof HS100 | Zakopane HS140 | Zakopane HS140 | punkty        | punkty        | punkty         | punkty         | punkty        | punkty        | punkty         | punkty         | punkty | punkty | punkty | punkty | punkty | punkty | punkty | punkty | punkty | punkty | punkty |        |
| 32                                                                            | 24                 | dq               | 65               | -                | -                | -           | -           | -                | -                | -                | -                | -             | -             | -             | -                | -             | -             | -              | -              | 7             | 7             | 7              | 7              | 7             | 7             | 7              | 7              | 7      | 7      | 7      | 7      | 7      | 7      | 7      | 7      | 7      | 7      | 7      |        |
| Sezon 2023/2024                                                               |                    |                  |                  |                  |                  |             |             |                  |                  |                  |                  |               |               |               |                  |               |               |                |                |               |               |                |                |               |               |                |                |        |        |        |        |        |        |        |        |        |        |        |        |
| Szczyrk HS104                                                                 | Szczyrk HS104      | Einsiedeln HS117 | Einsiedeln HS117 | Villach HS98     | Villach HS98     | Râșnov HS97 | Râșnov HS97 | Kandersteg HS106 | Kandersteg HS106 | Notodden HS98    | Notodden HS98    | Falun HS100   | Falun HS100   | Szczyrk HS104 | Szczyrk HS104    | Oberhof HS100 | Oberhof HS100 | Zakopane HS140 | Zakopane HS140 | punkty        | punkty        | punkty         | punkty         | punkty        | punkty        | punkty         | punkty         | punkty | punkty | punkty | punkty | punkty | punkty | punkty | punkty | punkty | punkty | punkty |        |
| -                                                                             | -                  | -                | -                | 42               | 53               | -           | -           | 50               | 51               | 20               | 23               | 22            | 23            | 35            | 37               | 47            | 34            | 61             | 56             | 36            | 36            | 36             | 36             | 36            | 36            | 36             | 36             | 36     | 36     | 36     | 36     | 36     | 36     | 36     | 36     | 36     | 36     | 36     |        |
| Sezon 2024/2025                                                               |                    |                  |                  |                  |                  |             |             |                  |                  |                  |                  |               |               |               |                  |               |               |                |                |               |               |                |                |               |               |                |                |        |        |        |        |        |        |        |        |        |        |        |        |
| Hinterzarten HS109                                                            | Hinterzarten HS109 | Frenštát HS106   | Frenštát HS106   | Szczyrk HS104    | Szczyrk HS104    | Kranj HS109 | Kranj HS109 | Villach HS98     | Villach HS98     | Einsiedeln HS117 | Einsiedeln HS117 | Otepää HS97   | Otepää HS97   | Otepää HS97   | Kandersteg HS106 | Notodden HS98 | Notodden HS98 | Falun HS100    | Falun HS100    | Szczyrk HS104 | Szczyrk HS104 | Eisenerz HS109 | Eisenerz HS109 | Oberhof HS100 | Oberhof HS100 | Zakopane HS140 | Zakopane HS140 | punkty |        |        |        |        |        |        |        |        |        |        |        |
| -                                                                             | -                  | 38               | 28               | 48               | 34               | 40          | 37          | -                | -                | -                | -                | -             | -             | -             | 37               | 23            | 21            | 33             | 38             | 40            | 31            | -              | -              | -             | -             | 27             | 34             | 25     |        |        |        |        |        |        |        |        |        |        |        |
| Legenda                                                                       |                    |                  |                  |                  |                  |             |             |                  |                  |                  |                  |               |               |               |                  |               |               |                |                |               |               |                |                |               |               |                |                |        |        |        |        |        |        |        |        |        |        |        |        |
| 1 2 3 4-10 11-30 poniżej 30 dq – dyskwalifikacja - − zawodnik nie wystartował |                    |                  |                  |                  |                  |             |             |                  |                  |                  |                  |               |               |               |                  |               |               |                |                |               |               |                |                |               |               |                |                |        |        |        |        |        |        |        |        |        |        |        |        |